# Condado de Gloucester (Nuevo Brunswick)
El Condado de Gloucester (2011 población 77,792) se encuentra en la esquina noreste de Nuevo Brunswick, Canadá. La pesca, la minería y la silvicultura son las principales industrias del condado. La sección oriental del condado es conocido por su cultura acadiana.

## Geografía
Se encuentra en las siguientes coordenadas: 47°43′3.6″N 64°49′21.2″O / 47.717667, -64.822556

### Condados adyacentes
- Condado de Restigouche - oeste
- Condado de Northumberland - sur

## Demografía
| Censo | Población | Cambio (%) |
| ----- | --------- | ---------- |
| 2011  | 77,792    | 1.5%       |
| 2006  | 78,948    | 4.8%       |
| 2001  | 82,929    | 5.3%       |
| 1996  | 87,601    | 0.0%       |
| 1991  | 87,613    | N/A        |

| Idioma                       | Población | Porcentaje (%) |
| ---------------------------- | --------- | -------------- |
| Francés solamente            | 65,210    | 83.95%         |
| Inglés solamente             | 11,165    | 14.37%         |
| Otros idiomas                | 675       | 0.87%          |
| Bilingües (inglés y francés) | 625       | 0.81%          |